# Dyskografia Slayera
Dyskografia Slayera obejmuje albumy studyjne, single, kompilacje, wideografię oraz teledyski opublikowane przez zespół od 1983 do 2009 roku.

## Albumy studyjne
| 1983                           | Show No Mercy - Data: 3 grudnia 1983 - Wydawca: Metal Blade                | –  | –  | –  | –  | –  | –  | –  | –  | –  | –  | –  | –  | –   | –  | –  |                                        |
| 1985                           | Hell Awaits - Data: sierpień 1985 - Wydawca: Metal Blade                   | –  | –  | –  | –  | –  | –  | –  | –  | –  | –  | –  | –  | –   | –  | –  |                                        |
| 1986                           | Reign in Blood - Data: 7 października 1986 - Wydawca: Def Jam              | 94 | 47 | –  | –  | –  | –  | –  | –  | –  | –  | –  | –  | 264 | –  | –  | - USA: złota płyta                     |
| 1988                           | South of Heaven - Data: 5 lipca 1988 - Wydawca: Def Jam                    | 57 | 25 | –  | –  | –  | –  | –  | 31 | –  | 50 | –  | –  | –   | –  | –  | - USA: złota płyta - UK: srebrna płyta |
| 1990                           | Seasons in the Abyss - Data: 9 października 1990 - Wydawca: American       | 40 | 18 | –  | –  | –  | –  | –  | 69 | –  | 47 | –  | 29 | 65  | –  | –  | - USA: złota płyta                     |
| 1994                           | Divine Intervention - Data: 27 września 1994 - Wydawca: American           | 8  | 15 | 18 | –  | 27 | 20 | 15 | 31 | –  | 10 | –  | 22 | 23  | –  | –  | - USA: złota płyta                     |
| 1998                           | Diabolus in Musica - Data: 9 lipca 1998 - Wydawca: American                | 31 | 27 | 32 | 23 | 35 | 15 | –  | 52 | 18 | 29 | –  | 40 | 19  | –  | –  |                                        |
| 2001                           | God Hates Us All - Data: 11 września 2001 - Wydawca: American              | 28 | 31 | 9  | 25 | 15 | 35 | 44 | 30 | 12 | 18 | –  | 31 | 29  | 3  | 32 |                                        |
| 2006                           | Christ Illusion - Data: 8 sierpnia 2006 - Wydawca: American                | 5  | 23 | 2  | 52 | 9  | 10 | 11 | 8  | 2  | 4  | 10 | 6  | 17  | 9  | 14 |                                        |
| 2009                           | World Painted Blood - Data: 2 listopada 2009 - Wydawca: American, Columbia | 12 | 41 | 7  | 28 | 9  | 16 | 14 | 15 | 12 | 21 | 15 | 13 | 20  | 16 | 21 | - POL: złota płyta                     |
| 2015                           | Repentless - Data: 11 września 2015 - Wydawca: Nuclear Blast               | 4  | 11 | 1  | 7  | 3  | 8  | 3  | 2  | 3  | 5  | 6  | 6  | 10  | 2  | 9  | - POL: złota płyta                     |
| "–" pozycja nie była notowana. |                                                                            |    |    |    |    |    |    |    |    |    |    |    |    |     |    |    |                                        |

## Albumy tribute
| Rok  | Tytuł                                                        | Pozycja na liście | Pozycja na liście | Pozycja na liście | Pozycja na liście | Pozycja na liście | Pozycja na liście | Pozycja na liście | Pozycja na liście | Pozycja na liście | Pozycja na liście | Pozycja na liście |
| Rok  | Tytuł                                                        | USA               | UK                | DEU               | FRA               | AUS               | NZL               | NLD               | FIN               | SWE               | AUT               | JPN               |
| ---- | ------------------------------------------------------------ | ----------------- | ----------------- | ----------------- | ----------------- | ----------------- | ----------------- | ----------------- | ----------------- | ----------------- | ----------------- | ----------------- |
| 1996 | Undisputed Attitude - Data: 28 maja 1996 - Wydawca: American | 34                | 31                | 45                | 43                | 16                | 22                | 33                | 27                | 20                | 43                | 37                |

## Albumy koncertowe
| 1984                           | Live Undead - Data: 16 listopada 1984 - Wydawca: Metal Blade          | –  | –  | –  | –  |
| 1991                           | Decade of Aggression - Data: 22 października 1991 - Wydawca: American | 55 | 29 | 77 | 79 |
| "–" pozycja nie była notowana. |                                                                       |    |    |    |    |

## Minialbumy
| 1984                           | Haunting the Chapel - Data: 4 sierpnia 1984 - Wydawca: Metal Blade | – | – | –  | –  |
| 2006                           | Eternal Pyre - Data: 6 czerwca 2006 - Wydawca: American            | 3 | 2 | 48 | 88 |
| "–" pozycja nie była notowana. |                                                                    |   |   |    |    |

## Kompilacje
| Rok  | Tytuł                                                                      |
| ---- | -------------------------------------------------------------------------- |
| 2003 | Soundtrack to the Apocalypse - Data: 25 listopada 2003 - Wydawca: American |

## Single
| 1986                           | "Postmortem"           | –  | –  | Reign in Blood       |
| 1986                           | "Angel of Death"       | –  | –  | Reign in Blood       |
| 1986                           | "Raining Blood"        | –  | –  | Reign in Blood       |
| 1987                           | "Criminally Insane"    | –  | 64 | Reign in Blood       |
| 1988                           | "Mandatory Suicide"    | –  | –  | South of Heaven      |
| 1988                           | "South of Heaven"      | –  | –  | South of Heaven      |
| 1990                           | "Dead Skin Mask"       | –  | –  | Seasons in the Abyss |
| 1990                           | "Seasons in the Abyss" | –  | 51 | Seasons in the Abyss |
| 1994                           | "Dittohead"            | –  | –  | Divine Intervention  |
| 1995                           | "Serenity in Murder"   | –  | 50 | Divine Intervention  |
| 1996                           | "I Hate You"           | –  | –  | Undisputed Attitude  |
| 1998                           | "Stain of Mind"        | –  | –  | Diabolus in Musica   |
| 2001                           | "Bloodline"            | –  | –  | God Hates Us All     |
| 2001                           | "Disciple"             | –  | –  | God Hates Us All     |
| 2006                           | "Cult"                 | –  | –  | Christ Illusion      |
| 2006                           | "Eyes of the Insane"   | 15 | –  | Christ Illusion      |
| "–" pozycja nie była notowana. |                        |    |    |                      |

## Pozostałe utwory
| Rok  | Song                  | Album                                            | Nota                          |
| ---- | --------------------- | ------------------------------------------------ | ----------------------------- |
| 1987 | "In-A-Gadda-Da-Vida"  | Less Than Zero ścieżka dźwiękowa                 | cover Iron Butterfly          |
| 1993 | "Disorder"            | Judgement Night ścieżka dźwiękowa                | gościnnie: Ice T              |
| 1997 | "No Remorse"          | Spawn ścieżka dźwiękowa                          | gościnnie: Atari Teenage Riot |
| 1998 | "Human Disease"       | Bride of Chucky ścieżka dźwiękowa                |                               |
| 1999 | "Here Comes the Pain" | WCW Mayhem: The Music                            |                               |
| 2000 | "Hand of Doom"        | Nativity in Black II                             | cover Black Sabbath           |
| 2000 | "Spirit in Black"     | Book of Shadows: Blair Witch 2 ścieżka dźwiękowa |                               |
| 2000 | "Bloodline"           | Dracula 2000 ścieżka dźwiękowa                   |                               |
| 2002 | "Born to Be Wild"     | NASCAR: Crank It Up                              | cover Steppenwolf             |
| 2004 | "War zone"            | UFC: Ultimate Beat Downs, Vol. 1                 |                               |
| 2006 | "Eyes of the Insane"  | Piła III ścieżka dźwiękowa                       |                               |

## Teledyski
| Rok  | Tytuł                  | Reżyseria        |
| ---- | ---------------------- | ---------------- |
| 1990 | "War Ensemble"         | Di Puglia Gerard |
| 1990 | "Seasons in the Abyss" | Di Puglia Gerard |
| 1994 | "Dittohead"            | Jon Reiss        |
| 1995 | "Serenity in Murder"   | Di Puglia Gerard |
| 1996 | "I Hate You"           | Di Puglia Gerard |
| 2001 | "Bloodline"            | Evan Bernard     |
| 2006 | "Eyes of the Insane"   | Tony Petrossian  |

## Wideografia
| Rok                                 | Tytuł                                                                                             | Pozycja na liście | Certyfikat                                          |
| Rok                                 | Tytuł                                                                                             | USA               | Certyfikat                                          |
| ----------------------------------- | ------------------------------------------------------------------------------------------------- | ----------------- | --------------------------------------------------- |
| 1995                                | Live Intrusion - Data: 31 października 1995 - Wytwórnia: American                                 | –                 |                                                     |
| 2003                                | War at the Warfield - Data: 29 lipca 2003 - Wytwórnia: American                                   | 3                 | - USA: złota płyta                                  |
| 2004                                | Still Reigning - Data: 28 września 2004 - Wytwórnia: American                                     | 7                 | - USA: złota płyta                                  |
| 2007                                | The Unholy Alliance - Data: 2 października 2007 - Wytwórnia: American                             | –                 |                                                     |
| 2010                                | The Big Four: Live from Sofia, Bulgaria - Data: 29 października 2010 - Wytwórnia: Universal Music | 1                 | - USA: 2x platynowa płyta - POL: 3x platynowa płyta |
| "–" oznacza brak pozycji na liście. |                                                                                                   |                   |                                                     |